# Mateusz Czopor
Mateusz Czopor (ur. 5 października 1862 w Dydni, zm. 6 sierpnia 1936 w Jarosławiu) – polski duchowny rzymskokatolicki, szambelan papieski, samorządowiec.

## Życiorys
Urodził się w Dydni. Wyświęcony na kapłana w 1887. Początkowo pracował jako katecheta w Jaśle. Po śmierci Franciszka Wojnara w 1896 został wikarym parafii jarosławskiej, a zarazem katechetą i nauczycielem języka łacińskiego w Gimnazjum w Jarosławiu. Posiadała stopień naukowy doktora teologii. W latach 1897–1907 i 1912-1914 był radnym miejskim. Działał na rzecz budowy gmachu Towarzystwa ,,Gwiazda", w latach 1902–1905, 1906–1907 był jego prezesem. Udzielał się w Radzie Szkolnej Miejscowej i Towarzystwa Bratniej Pomocy dla Ubogich, w którym pełnił funkcję przewodniczącego. W latach 1902–1903 był dyrektorem – Wydziału Stowarzyszenia Bursy im. Mikołaja Kopernika. W 1925 z powodów zdrowotnych przeszedł na emeryturę.
Zmarł 6 sierpnia 1936 w Jarosławiu. Został pochowany na Cmentarzu Komunalnym w Jarosławiu przy ul. Cmentarnej.